# Holothuria (Metriatyla)
Sous-genre
Holothuria (Metriatyla) est un sous-genre de concombres de mer de la famille des Holothuriidae. 

## Description et caractéristiques
Ce sont des holothuries tropicales, présentes dans les océans Indien et Pacifique. La plupart des espèces sont de taille moyenne à grosse, au tégument épais, hérissées de petites papilles coniques plus ou moins prononcées. Les tentacules buccaux sont  protégés par un anneau de longues papilles légèrement dures. Elles n'ont généralement pas de tubes de Cuvier fonctionnels. 
Les espèces de ce genre n'ont, au niveau de leurs spicules, pas de tables en forme de punaise et leur anneau calcaire a des plaques radiales sans extensions postérieures. 

## Liste d'espèces

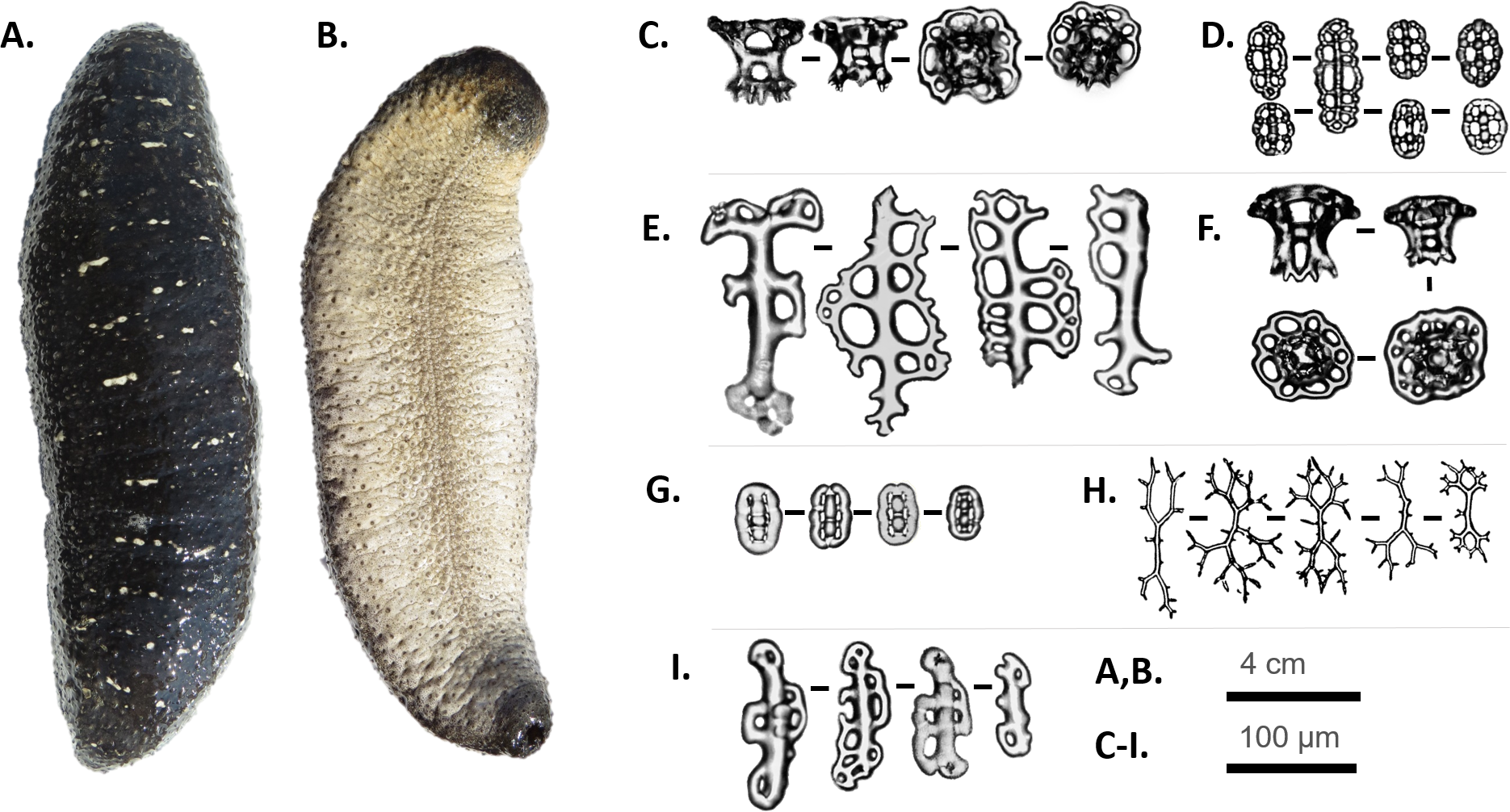
Holothuria scabra et le détail de ses spicules dermiques.

Historiquement, ce groupe fut proposé par Rowe en tant que genre à part entière, mais les données scientifiques récentes l'ont placé au rang de sous-genre du vaste genre Holothuria. 
Selon World Register of Marine Species (24 octobre 2016) :
- Holothuria (Metriatyla) aculeata Semper, 1868 -- Philippines (connue seulement de l'holotype)
- Holothuria (Metriatyla) albiventer Semper, 1868 -- Indo-Pacifique tropical
- Holothuria (Metriatyla) brauni Helfer, 1912 -- Mer Rouge
- Holothuria (Metriatyla) conica Clark, 1938 -- Australie
- Holothuria (Metriatyla) horrida Massin, 1987 -- Indonésie
- Holothuria (Metriatyla) lessoni Massin, Uthicke, Purcell, Rowe & Samyn, 2009 -- Indo-Pacifique tropical (version « dorée » de H. scabra)
- Holothuria (Metriatyla) martensii Semper, 1868 -- Indo-Pacifique tropical
- Holothuria (Metriatyla) scabra Jaeger, 1833 -- Indo-Pacifique tropical
- Holothuria (Metriatyla) submersa Sluiter, 1901 -- Indonésie (connue seulement de l'holotype)
- Holothuria (Metriatyla) tortonesei Cherbonnier, 1979 -- Mer Rouge

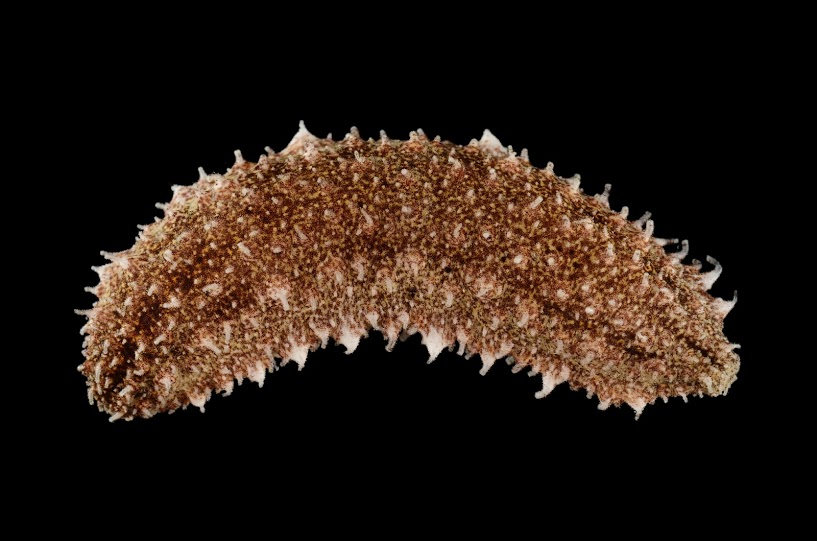
Holothuria albiventer.
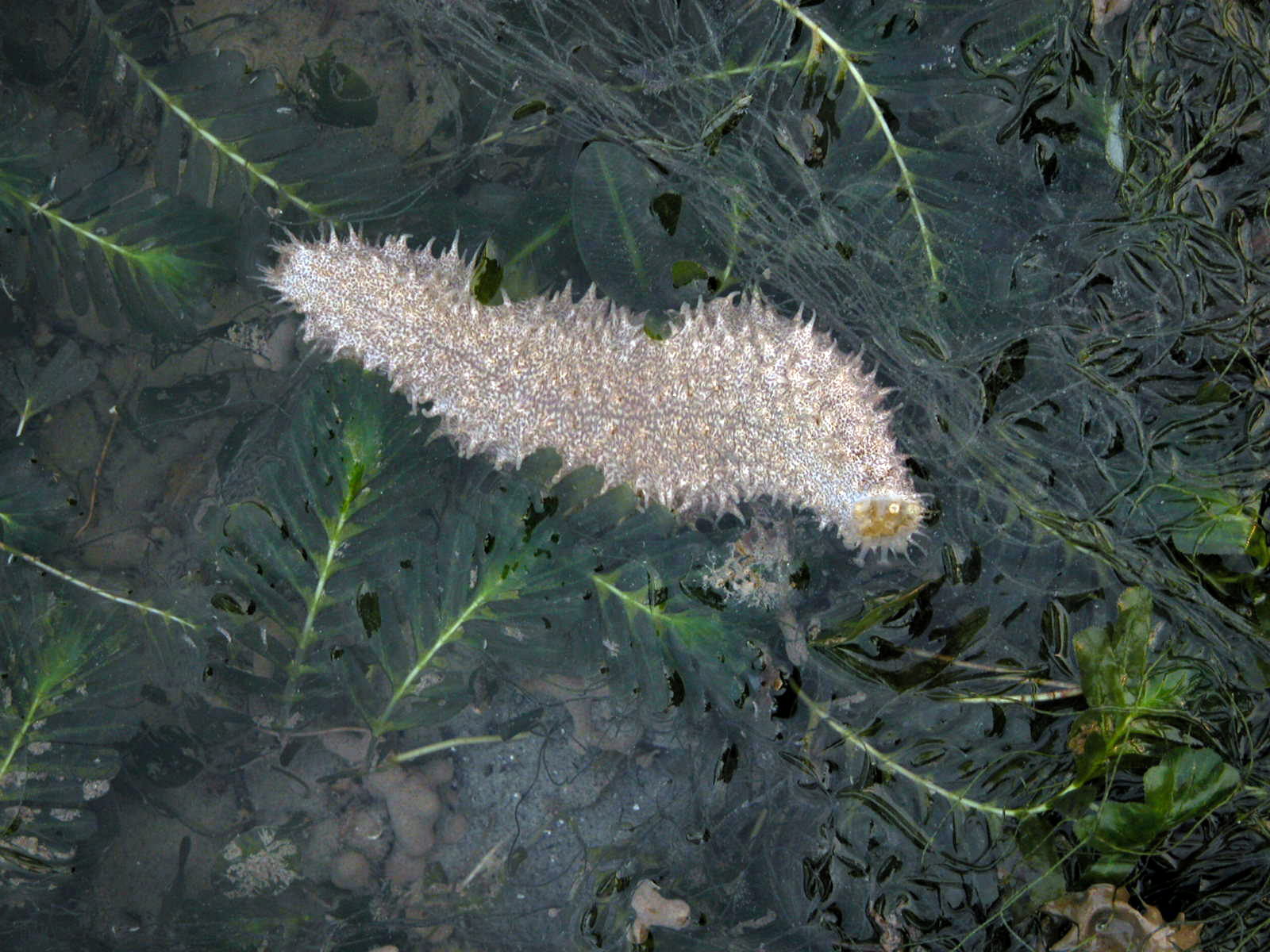
Holothuria martensii
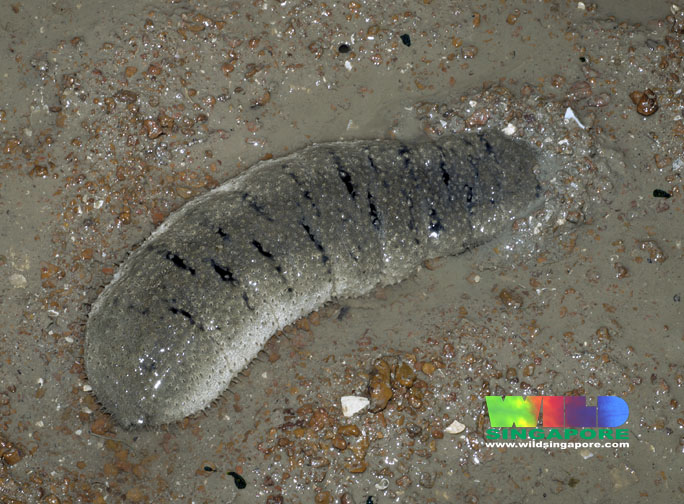
Holothuria scabra.